# Lunania cubensis
Lunania cubensis är en videväxtart som beskrevs av Porphir Kiril Nicolai Stepanowitsch Turczaninow. Lunania cubensis ingår i släktet Lunania och familjen videväxter. Inga underarter finns listade i Catalogue of Life.